# Germán Vega Campón
Germán Vega Campón OSA (* 11. Oktober 1878 in Amusco, Spanien; † 13. Mai 1961) war ein spanischer Ordensgeistlicher und römisch-katholischer Prälat von Jataí.

## Leben
Germán Vega Campón trat der Ordensgemeinschaft des Augustinerordens bei und empfing am 20. Dezember 1902 das Sakrament der Priesterweihe.
Am 19. April 1941 ernannte ihn Papst Pius XII. zum Titularbischof von Oreus und zum ersten Prälaten von Jataí. Der Apostolische Nuntius in Brasilien, Erzbischof Benedetto Aloisi Masella, spendete ihm am 1. Juni desselben Jahres die Bischofsweihe; Mitkonsekratoren waren der Erzbischof von Goiás, Emanuel Gomes de Oliveira SDB, und der Bischof von Bragança Paulista, José Maurício da Rocha.
Am 8. Mai 1955 nahm Pius XII. das von Germán Vega Campón vorgebrachte Rücktrittsgesuch an.